# Letnie Grand Prix w skokach narciarskich 1999
Letnie Grand Prix w skokach narciarskich 1999 – 6. edycja Letniego Grand Prix, która rozpoczęła się 7 sierpnia 1999 roku w Hinterzarten, a zakończyła 15 września 1999 w Sapporo. Rozegrano 7 konkursów - 5 indywidualnych oraz 2 drużynowe.

## Zwycięzcy

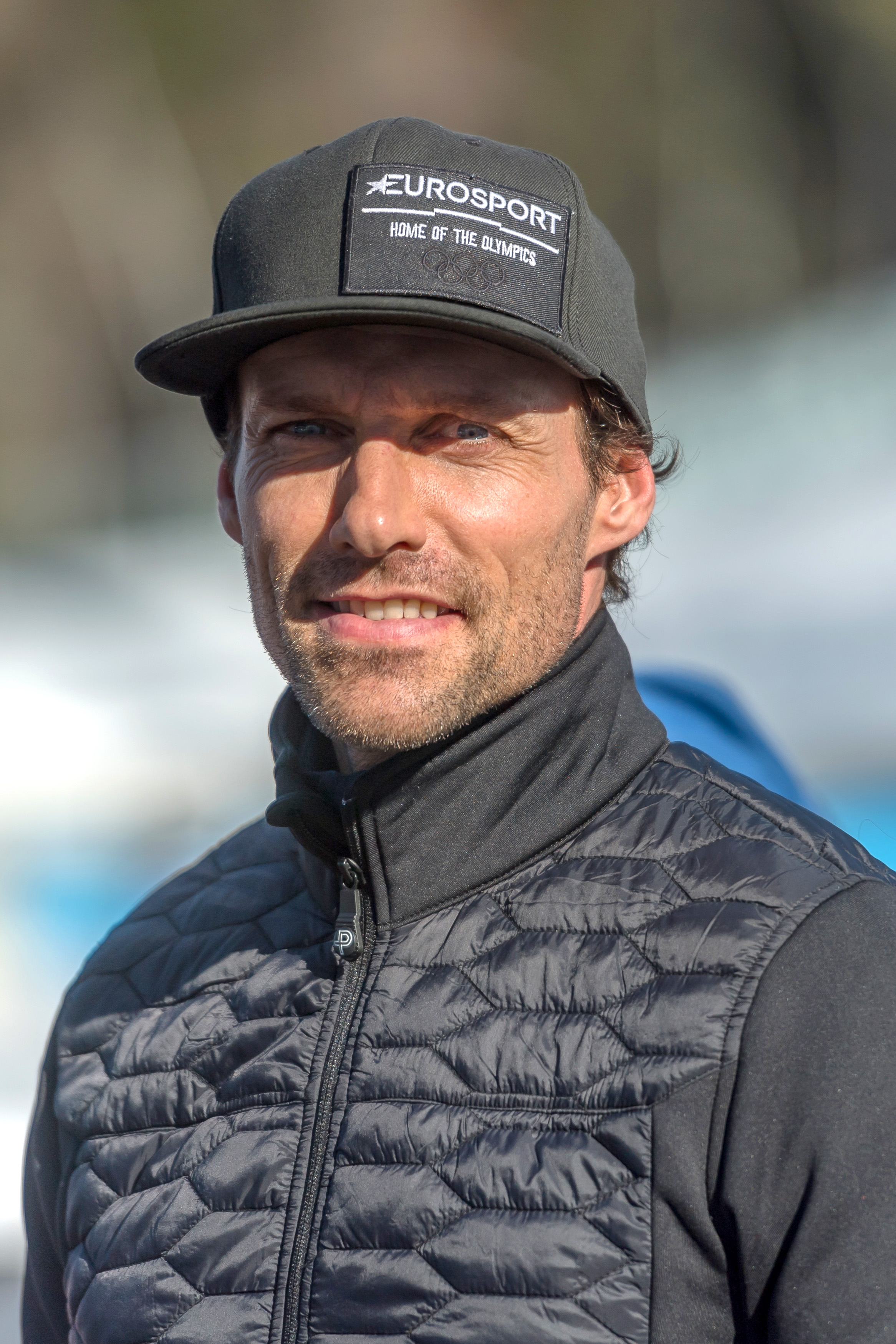
Sven Hannawald, zwycięzca Letniego Grand Prix 1999
Reprezentacja Japonii, zdobywcy Pucharu Narodów

## Kalendarz i wyniki
| Lp.                                           | Data                                          | Miejscowość                                   | Punkt K                                       | Uwagi                                         | 1. miejsce                                                                         | 2. miejsce                                                                               | 3. miejsce                                                                                |
| --------------------------------------------- | --------------------------------------------- | --------------------------------------------- | --------------------------------------------- | --------------------------------------------- | ---------------------------------------------------------------------------------- | ---------------------------------------------------------------------------------------- | ----------------------------------------------------------------------------------------- |
| 1.                                            | 7 sierpnia 1999                               | Hinterzarten                                  | K-95                                          | druż.                                         | Niemcy 1. Christof Duffner 2. Sven Hannawald 3. Hansjörg Jäkle 4. Martin Schmitt   | Japonia 1. Noriaki Kasai 2. Jin’ya Nishikata 3. Masahiko Harada 4. Kazuyoshi Funaki      | Austria 1. Andreas Goldberger 2. Wolfgang Loitzl 3. Stefan Horngacher 4. Andreas Widhölzl |
| 2.                                            | 8 sierpnia 1999                               | Hinterzarten                                  | K-95                                          | –                                             | Sven Hannawald                                                                     | Janne Ahonen                                                                             | Andreas Goldberger                                                                        |
| 3.                                            | 14 sierpnia 1999                              | Courchevel                                    | K-120                                         | –                                             | Andreas Widhölzl                                                                   | Masahiko Harada                                                                          | Andreas Goldberger                                                                        |
| 4.                                            | 22 sierpnia 1999                              | Stams                                         | K-105                                         | –                                             | Martin Schmitt                                                                     | Masahiko Harada                                                                          | Andreas Goldberger                                                                        |
| 5.                                            | 11 września 1999                              | Hakuba                                        | K-120                                         | –                                             | Sven Hannawald                                                                     | Janne Ahonen                                                                             | Kazuyoshi Funaki                                                                          |
| 6.                                            | 12 września 1999                              | Hakuba                                        | K-120                                         | druż.                                         | Japonia 1. Kazuyoshi Funaki 2. Masahiko Harada 3. Hideharu Miyahira 4. Yūta Watase | Austria 1. Andreas Goldberger 2. Martin Höllwarth 3. Wolfgang Loitzl 4. Andreas Widhölzl | Niemcy 1. Christof Duffner 2. Michael Uhrmann 3. Martin Schmitt 4. Sven Hannawald         |
| 7.                                            | 15 września 1999                              | Sapporo                                       | K-120                                         | –                                             | Andreas Widhölzl                                                                   | Andreas Goldberger                                                                       | Masahiko Harada                                                                           |
| Letnie Grand Prix 1999 – klasyfikacja końcowa | Letnie Grand Prix 1999 – klasyfikacja końcowa | Letnie Grand Prix 1999 – klasyfikacja końcowa | Letnie Grand Prix 1999 – klasyfikacja końcowa | Letnie Grand Prix 1999 – klasyfikacja końcowa | Sven Hannawald                                                                     | Andreas Goldberger                                                                       | Janne Ahonen                                                                              |

## Klasyfikacje

### Klasyfikacja indywidualna
Stan po zakończeniu LGP 1999.
| Miejsce | Zawodnik           | Punkty |
| ------- | ------------------ | ------ |
| 1.      | Sven Hannawald     | 332    |
| 2.      | Andreas Goldberger | 300    |
| 3.      | Janne Ahonen       | 291    |
| 4.      | Masahiko Harada    | 288    |
| 5.      | Andreas Widhölzl   | 271    |
| 6.      | Martin Schmitt     | 234    |
| 7.      | Kazuyoshi Funaki   | 208    |
| 8.      | Hideharu Miyahira  | 115    |
| 9.      | Tommy Ingebrigtsen | 98     |
| 10.     | Wolfgang Loitzl    | 91     |
| ...     |                    |        |

### Klasyfikacja drużynowa
Stan po zakończeniu LGP 1999
| Miejsce | Reprezentacja    | Punkty |
| ------- | ---------------- | ------ |
| 1.      | Japonia          | 1231   |
| 2.      | Austria          | 1107   |
| 3.      | Niemcy           | 1092   |
| 4.      | Finlandia        | 691    |
| 5.      | Szwajcaria       | 365    |
| 6.      | Słowenia         | 256    |
| 7.      | Norwegia         | 171    |
| 8.      | Francja          | 101    |
| 9.      | Czechy           | 91     |
| 10.     | Rosja            | 8      |
| 11.     | Włochy           | 7      |
| 12.     | Korea Południowa | 3      |
| 13.     | Polska           | 2      |